# Stizocera armata
Stizocera armata är en skalbaggsart som beskrevs av Audinet-serville 1834. Stizocera armata ingår i släktet Stizocera och familjen långhorningar. Inga underarter finns listade i Catalogue of Life.